# Deimberg
Deimberg település Németországban, Rajna-vidék-Pfalz tartományban. Lakosainak száma 96 fő (2023. december 31.).

## Népesség
A település népességének változása:
| Lakosok száma | 138  | 101  | 101  | 97   | 95   | 96   |
|               | 1975 | 2017 | 2019 | 2021 | 2022 | 2023 |